# Casey Kaufhold
Casey Kaufhold (ur. 6 marca 2004) – amerykańska łuczniczka, mistrzyni świata i igrzysk panamerykańskich, olimpijka.

## Wyniki
| Impreza                  | Rok  | Miejsce          | Konkurencja   | Pozycja |                      |      |       |               |     |
| ------------------------ | ---- | ---------------- | ------------- | ------- | -------------------- | ---- | ----- | ------------- | --- |
| Impreza                  | Rok  | Miejsce          | Konkurencja   | Pozycja | Igrzyska olimpijskie | 2020 | Tokio | indywidualnie | 17. |
| drużynowo                | 8.   |                  |               |         | Igrzyska olimpijskie | 2020 | Tokio |               |     |
| Mistrzostwa świata       | 2019 | 's-Hertogenbosch | indywidualnie | 57.     |                      |      |       |               |     |
| Mistrzostwa świata       | 2019 | 's-Hertogenbosch | drużynowo     | 17.     |                      |      |       |               |     |
| Mistrzostwa świata       | 2021 | Yankton          | indywidualnie | srebro  |                      |      |       |               |     |
| Mistrzostwa świata       | 2021 | Yankton          | drużynowo     | 9.      |                      |      |       |               |     |
| Mistrzostwa świata       | 2021 | Yankton          | mikst         | 9.      |                      |      |       |               |     |
| Igrzyska panamerykańskie | 2019 | Lima             | indywidualnie | brąz    |                      |      |       |               |     |
| Igrzyska panamerykańskie | 2019 | Lima             | drużynowo     | złoto   |                      |      |       |               |     |
| Igrzyska panamerykańskie | 2019 | Lima             | mikst         | złoto   |                      |      |       |               |     |